# فدراسیون شمشیربازی ایران
فدراسیون شمشیربازی ایران عالی‌ترین نهاد ورزش شمشیربازی در ایران است که زیر نظر وزارت ورزش و جوانان فعالیت می‌کند.

## تاریخچه
ورزش شمشیربازی برای نخستین بار توسط میرمهدی ورزنده در ایران معرفی و در دارالمعلمین ورزش تدریس شد. این ورزش سپس در مدرسه نظام آن زمان آموزش داده شد و بتدریج گسترش یافت. در سال ۱۳۲۸، سه نفر از جوانان ایرانی به نام‌های ابتهاج، نیر نوری و بصیر که برای تحصیل به اروپا رفته بودند، با ورزش شمشیربازی آشنا شدند و پس از بازگشت به ایران، تلاش‌های فراوانی برای گسترش این ورزش انجام دادند. در همین سال، فدراسیون شمشیربازی ایران تأسیس و ابتهاج به عنوان اولین رئیس این فدراسیون معرفی گردید.
در سال ۱۳۲۹، فدراسیون، آندره ماراتزی ایتالیایی را برای آموزش شمشیربازی به ایران دعوت کرد. در سال ۱۳۲۵، مربی دیگری از ایتالیا به نام آنیلو پاساریلو به ایران آمد و به مدت ۱۰ سال در آموزش شمشیربازان ایرانی و آشنا کردن آنها با شیوه‌های پیشرفته این ورزش پرداخت. با این حال، در آن زمان مکان مشخصی برای تمرین شمشیربازان وجود نداشت و زیرزمین خاکی یک ساختمان در خیابان فلسطین کنونی در تهران، محل تمرین شمشیربازان بود.
در سال ۱۳۴۵، مسابقات جهانی جوانان برای اولین بار در ایران و در تالار ورزشی تازه تأسیس هفت‌تیر برگزار شد. این مسابقات جهش قابل توجهی در شمشیربازی ایران به وجود آورد و رئیس فدراسیون بین‌المللی شمشیربازی نیز در این مسابقات حضور یافت.
در سال ۱۳۴۷، سالن ویژه‌ای برای ورزش شمشیربازی در ورزشگاه امجدیه بنا گردید و تیم ملی مردان و زنان ایران در بازی‌های آسیایی تهران ۱۹۷۴ به مقام قهرمانی رسید و ۱۶ مدال طلا، ۳ مدال نقره و ۷ مدال برنز در انفرادی و تیمی به دست آورد.

## پس از انقلاب اسلامی ایران
پس از پیروزی انقلاب اسلامی، فدراسیون شمشیربازی به صورت شورایی و به ریاست مرتضی خان محمدی اداره می‌شد. در اواخر سال ۱۳۵۹، فعالیت شمشیربازی متوقف شد و این وقفه ۱۰ سال به طول انجامید. از سال ۱۳۶۸، شمشیربازی دوباره فعالیت‌های خود را از سر گرفت و در دوره‌های مختلف، رؤسای مختلفی از جمله علی رحیمی، سید امیر حسینی، مهدی محمدزاده و فضل‌الله باقرزاده به ریاست این فدراسیون منصوب شدند.

## روسای فدراسیون شمشیربازی
روسای فدراسیون شمشیربازی ایران به شرح زیر هستند:
- ابتهاج- اولین رئیس فدراسیون
- هوشمند الماسی - از سال ۱۳۴۶
- مرتضی خان محمدی - پس از پیروزی انقلاب اسلامی
- علی رحیمی - از سال ۱۳۶۹ تا ۱۳۷۳
- سید امیر حسینی - از سال ۱۳۷۳ تا ۱۳۷۷
- مهدی محمدزاده - از سال ۱۳۷۷ تا ۱۳۸۲
- فضل‌الله باقرزاده - از سال ۱۳۸۲ تا ۱۴۰۱
- علیرضا پورسلمان - از سال ۱۴۰۱ تاکنون[۴]